# Csapó Mária
Vachott Sándorné, született Csapó Mária (Pest, 1828. január 23. – Gyulakeszi, 1896. február 29.) magyar írónő, szerkesztő, fordító, Vachott Sándor felesége, Petőfi Sándor szerelmének, Csapó Etelkának (1829. december 21. – 1845. január 7.) nővére.

## Életpályája
1843. július 10-én ment férjhez Vachott Sándorhoz. Amikor férje 1850-ben súlyos betegen jött ki a börtönből, vállalta a család eltartását. James Fenimore Cooper regényeit ő fordította először magyarra. Szerkesztője volt a Remény zsebkönyvnek (1858), az Anyák hetilapjának (1861), a Szünóráknak (1862) valamint a Magyar Gazdasszonyok hetilapnak (1863 és 1865 között). A magyar gyermekirodalom egyik megteremtőjeként tartják számon.

## Művei
- Vahot Sándorné Csapó Mária: Derű és ború. Regény; Tóth Lőrinc–Vahot Imre, Pest, 1854
- Margit. Regény; Emich, Pest, 1857
- Remény. Zsebkönyv az 1858. évre; Pfeifer, Pest, 1858
- Irma hagyományai; Heckenast, Pest, 1859
- Emilia–Vahot Sándorné: Beszélyek; Engel és Mandello, Pest, 1861 (Ifjúsági könyvtár)
- Chrestomathia. Az ifjúság számára; szerk. Vachot Sándorné; Engel és Mandello, Pest, 1861 (Ifjúsági könyvtár)
- Gyermekvilág. Elbeszélések, regék, mesék, dalok és versek. Útleírások és népismertetések, gyermekjátékok 8-12 éves gyermekek számára; Heckenast, Pest, 1861
- A magyar nemzet története röviden előadva. Olvasmányul a tanodai használatra fiatal leánykák számára; Heckenast, Pest, 1863
- Rövid magyarok története. 7-10 éves kis leánykák számára olvasmányul s tanodai használatra; Heckenast, Pest, 1864
- Ünnepi ajándék. Mulattató elbeszélések, versek, mesék s adomák 6-10 éves gyermekek számára; Heckenast, Pest, 1867
- Ifjúsági iratok. Angol remekírók műveiből; szerk. Vachott Sándorné; Franklin, Bp., 1876
- Vachott Sándorné legújabb ifjúsági iratai; Franklin, Bp., 1886
- Rajzok a múltból. Emlékiratok, 1-2.; Aigner, Bp., 1887–1889 (Nemzeti Könyvtár)
- Hadik lovag. Monda; Bátorfi, Nagykanizsa, 1888 (A Zalai Közlöny könyvtára)
- Rajzok a múltból. Emlékiratok; tanítványaival sajtó alá rend. Papi Bíró Izabella; Egyetemi Ny., Bp., 1935 (Magyar irodalmi ritkaságok)
- Rajzok a múltból. Emlékiratok. Szemelvények; vál., szerk., szöveggond. Fülöp Lajos és Lisztóczky László; Vachott Sándor Városi Könyvtár, Gyöngyös, 2007